# Condado (Pernambuco)
Condado is een gemeente in de Braziliaanse deelstaat Pernambuco. De gemeente telt 24.403 inwoners (schatting 2009).
De gemeente grenst aan Itambé, Itaquitinga, Tracunhaém, Goiana en Aliança.